# Idaea foedata
Idaea foedata là một loài bướm đêm trong họ Geometridae.